# Coppa Korać 1988-1989
La Coppa Korać 1988-1989 di pallacanestro maschile venne vinta dal Partizan Belgrado, al terzo successo nella competizione.

## Risultati

### Turno preliminare
| Team #1               | Agg.      | Team #2                     | Andata  | Ritorno |
| --------------------- | --------- | --------------------------- | ------- | ------- |
| Castors Braine        | 174 - 175 | DTV Charlottenburg Berlino  | 96-100  | 78-75   |
| Olympiacos Pireo      | 189 - 131 | Górnik Wałbrzych            | 91-76   | 98-55   |
| TTL Bamberg           | 212 - 157 | SAM Massagno                | 118-78  | 94-79   |
| Galatasaray           | 173 - 171 | BBC Nyon                    | 98-87   | 75-84   |
| Pallacanestro Livorno | 155 - 161 | Inter Slovnaft Bratislava   | 74-75   | 81-86   |
| Panathinaikos Atene   | 161 - 158 | Hapoel Holon                | 85-65   | 76-93   |
| Regenerin Klagenfurt  | 145 - 231 | Efes Pilsen                 | 96-130  | 49-101  |
| Levski Sofia          | 201 - 163 | Bajai KK                    | 113-76  | 88-87   |
| Houthalen             | 188 - 190 | Torpan Pojat Helsinki       | 93-87   | 95-103  |
| Sparta Bertrange      | 140 - 196 | Manchester Eagles           | 68-93   | 72-103  |
| RUS Mariembourg       | 158 - 157 | ABC Nantes                  | 88-81   | 70-76   |
| Tofaş Bursa           | 127 - 126 | Szolnoki Honvéd             | 72-62   | 55-64   |
| TJ VŠ Praga           | 170 - 199 | Wiwa Vismara Cantù          | 79-93   | 91-106  |
| MIM Livingston        | 164 - 166 | Direktbank Den Helder       | 87-93   | 77-73   |
| Racing Club Parigi    | 172 - 166 | Bayer 04 Leverkusen         | 83-80   | 89-86   |
| Birmingham Bullets    | 156 - 192 | Cajacanarias La Laguna      | 84-96   | 72-96   |
| Maes Pils Mechelen    | 181 - 176 | Benfica                     | 83-75   | 88-95   |
| ASVEL Basket Lyon     | 161 - 218 | PAOK Salonicco              | 83-93   | 78-125  |
| Stella Rossa Belgrado | 188 - 143 | Fenerbahçe                  | 101-64  | 87-79   |
| Bellinzona            | 195 - 217 | ÉB Orthez                   | 105-109 | 90-108  |
| Paniónios Atene       | 166 - 170 | Olimpija Lubiana            | 88-73   | 78-97   |
| Estudiantes Madrid    | 181 - 176 | Estrelas da Avenida Lisbona | 100-71  | 93-75   |

### Primo turno
| Team #1                   | Agg.      | Team #2                    | Andata | Ritorno |
| ------------------------- | --------- | -------------------------- | ------ | ------- |
| Stroitel Kiev             | 188 - 178 | DTV Charlottenburg Berlino | 106-93 | 82-85   |
| Dinamo Tbilisi            | 188 - 189 | Olympiacos Pireo           | 75-96  | 113-93  |
| TTL Bamberg               | 152 - 177 | Joventut de Badalona       | 73-94  | 79-83   |
| Galatasaray               | 130 - 167 | CAI Saragozza              | 68-72  | 63-95   |
| Inter Slovnaft Bratislava | 182 - 135 | Hapoel Tel Aviv            | 80-91  | 92-104  |
| Panathinaikos Atene       | 152 - 167 | Divarese Varese            | 79-76  | 73-91   |
| Levski Sofia              | 175 - 218 | Partizan Belgrado          | 96-90  | 79-128  |
| Torpan Pojat Helsinki     | 171 - 220 | Philips Milano             | 88-90  | 83-130  |
| Manchester Eagles         | 157 - 166 | RUS Mariembourg            | 89-73  | 68-93   |
| Tofaş Bursa               | 159 - 170 | Wiwa Vismara Cantù         | 87-84  | 72-86   |
| Direktbank Den Helder     | 168 - 161 | Racing Club Parigi         | 83-85  | 85-76   |
| Cajacanarias La Laguna    | 165 - 169 | Maes Pils Mechelen         | 81-72  | 84-97   |
| PAOK Salonicco            | 171 - 171 | Stella Rossa Belgrado      | 95-85  | 76-86   |
| Spartak Pleven            | 178 - 212 | ÉB Orthez                  | 95-106 | 83-106  |
| Efes Pilsen               | 181 - 208 | Zadar                      | 84-123 | 96-85   |
| Olimpija Lubiana          | 161 - 162 | Estudiantes Madrid         | '96-70 | 65-92   |

### Quarti di finale

#### Gruppo A
|    | Squadra            | G | V | P | PF  | PS  | Dif | P.ti |
| -- | ------------------ | - | - | - | --- | --- | --- | ---- |
| 1. | Partizan Belgrado  | 6 | 6 | 0 | 536 | 498 | +38 | 12   |
| 2. | Divarese Varese    | 6 | 3 | 3 | 504 | 480 | +24 | 9    |
| 3. | RUS Mariembourg    | 6 | 2 | 4 | 536 | 575 | -39 | 8    |
| 4. | Estudiantes Madrid | 6 | 1 | 5 | 505 | 528 | -23 | 7    |

#### Gruppo B
|    | Squadra              | G | V | P | PF  | PS  | Dif | P.ti |
| -- | -------------------- | - | - | - | --- | --- | --- | ---- |
| 1. | Zadar                | 6 | 5 | 1 | 544 | 493 | +51 | 11   |
| 2. | Joventut de Badalona | 6 | 4 | 2 | 546 | 489 | +57 | 10   |
| 3. | Hapoel Tel Aviv      | 6 | 2 | 4 | 512 | 538 | -26 | 8    |
| 4. | Olympiacos Pireo     | 6 | 1 | 5 | 498 | 580 | -82 | 7    |

#### Gruppo C
|    | Squadra               | G | V | P | PF  | PS  | Dif | P.ti |
| -- | --------------------- | - | - | - | --- | --- | --- | ---- |
| 1. | Philips Milano        | 6 | 6 | 0 | 577 | 479 | +98 | 12   |
| 2. | Stella Rossa Belgrado | 6 | 3 | 3 | 498 | 541 | -43 | 9    |
| 3. | CAI Saragozza         | 6 | 2 | 4 | 506 | 528 | -22 | 8    |
| 4. | Maes Pils Mechelen    | 6 | 1 | 5 | 499 | 532 | -33 | 7    |

#### Gruppo D
|    | Squadra               | G | V | P | PF  | PS  | Dif  | P.ti |
| -- | --------------------- | - | - | - | --- | --- | ---- | ---- |
| 1. | Wiwa Vismara Cantù    | 6 | 5 | 1 | 597 | 530 | +67  | 11   |
| 2. | Stroitel Kiev         | 6 | 4 | 2 | 616 | 554 | +62  | 10   |
| 3. | ÉB Orthez             | 6 | 3 | 3 | 569 | 569 | 0    | 9    |
| 4. | Direktbank Den Helder | 6 | 0 | 6 | 470 | 599 | -129 | 6    |

### Semifinali
| Team #1            | Agg.      | Team #2        | Andata | Ritorno |
| ------------------ | --------- | -------------- | ------ | ------- |
| Partizan Belgrado  | 163 - 147 | Zadar          | 75-63  | 88-84   |
| Wiwa Vismara Cantù | 160 - 151 | Philips Milano | 95-81  | 65-70   |

### Finale
| Team #1           | Agg.      | Team #2            | Andata | Ritorno |
| ----------------- | --------- | ------------------ | ------ | ------- |
| Partizan Belgrado | 177 - 171 | Wiwa Vismara Cantù | 76-89  | 101-82  |

| Coppa Korać 1988-1989       |
| --------------------------- |
| Partizan Belgrado 3º titolo |

## Formazione vincitrice
| N° | Naz.                  | Ruolo | Sportivo            |  | Alt. |  |
| -- | --------------------- | ----- | ------------------- |  | ---- |  |
| 4  | Jugoslavia (bandiera) | P     | Aleksandar Đorđević |  |      |  |
| 5  | Jugoslavia (bandiera) | G     | Predrag Danilović   |  |      |  |
| 6  | Jugoslavia (bandiera) | C     | Predrag Prilnčević  |  |      |  |
| 8  | Jugoslavia (bandiera) | C     | Jadran Vujačić      |  |      |  |
| 10 | Jugoslavia (bandiera) | C     | Milenko Savović     |  |      |  |
| 11 | Jugoslavia (bandiera) | C     | Miladin Mutavdžić   |  |      |  |
| 12 | Jugoslavia (bandiera) | C     | Vlade Divac         |  |      |  |
| 13 | Jugoslavia (bandiera) | A     | Oliver Popović      |  |      |  |
| 14 | Jugoslavia (bandiera) | AP    | Žarko Paspalj       |  |      |  |
| 15 | Jugoslavia (bandiera) | AP    | Ivo Nakić           |  |      |  |
|    | Jugoslavia (bandiera) | P     | Boris Orcev         |  |      |  |
|    | Jugoslavia (bandiera) | P     | Dejan Parežanin     |  |      |  |
|    | Jugoslavia (bandiera) | P     | Željko Obradović    |  |      |  |
|    | Jugoslavia (bandiera) | A     | Dejan Lakićević     |  |      |  |
|    | Jugoslavia (bandiera) | A     | Vujadin Jović       |  |      |  |
|    | Jugoslavia (bandiera) | A     | Vladimir Bosanac    |  |      |  |
|    | Jugoslavia (bandiera) | C     | Miroslav Pecarski   |  |      |  |
|    | Jugoslavia (bandiera) | All.  | Duško Vujošević     |  |      |  |